# Peter Burton
Peter Burton (* 4. April 1921 in London Borough of Bromley, England; † 21. November 1989 in London) war ein britischer Schauspieler.

## Leben
Burton war der erste Darsteller des Major Boothroyd, besser bekannt als Q, im Film James Bond – 007 jagt Dr. No darstellte. Er erhielt die Rolle, da er ein enger Freund des Regisseurs Terence Young war. Aufgrund eines Terminkonfliktes wurde Burton bei James Bond 007 – Liebesgrüße aus Moskau von Desmond Llewelyn abgelöst.
Burton spielte auch in der Bond-Parodie Casino Royale (1967) und in den Fernsehserien Mit Schirm, Charme und Melone, Der Mann mit dem Koffer, UFO, Die Profis und Simon Templar mit. Insgesamt wirkte Burton von 1950 bis zu seinem Tod in mehr als 70 Film- und Fernsehproduktionen mit.
Peter Burton starb am 21. November 1989 im Alter von 68 Jahren.

## Filmografie (Auswahl)
- 1950: What the Butler Saw
- 1950: The Wooden Horse
- 1953: Das Herz aller Dinge (The Heart of the Matter)
- 1957: Die Sache mit der Schatzinsel (Five on a Treasure Island)
- 1960: Die letzte Fahrt der Bismarck (Sink the Bismarck!)
- 1960: Die Eiserne Jungfrau (The Iron Maiden)
- 1962: James Bond – 007 jagt Dr. No (Dr. No)
- 1962: Lawrence von Arabien (Lawrence of Arabia)
- 1966: Judith
- 1971: Uhrwerk Orange (A Clockwork Orange)
- 1971: Ein Streik kommt selten allein (Carry On at Your Convenience)
- 1980: Richards Erbe (Richard’s Things)
- 1983: Im Wendekreis des Kreuzes (The Scarlet and the Black) (Fernsehfilm)